# Sclerocyphon secretus
Sclerocyphon secretus is een keversoort uit de familie keikevers (Psephenidae). De wetenschappelijke naam van de soort werd in 1981 gepubliceerd door Smith.